# Michel Asen
Vous pouvez aider à l'améliorer ou bien discuter des problèmes sur sa page de discussion.
- Il ne cite pas suffisamment ses sources. Vous pouvez indiquer les passages à sourcer avec {{référence nécessaire}} ou {{Référence souhaitée}}, et inclure les références utiles en les liant aux notes de bas de page. (Marqué depuis octobre 2024)
- Certaines informations devraient être mieux reliées aux sources mentionnées dans la bibliographie ou les liens externes. Améliorez sa vérifiabilité en les associant par des références. (Marqué depuis octobre 2024)
- Son introduction est soit absente, soit non conforme aux conventions de Wikipédia. (Marqué depuis octobre 2024)

- Archive Wikiwix
- Bing
- Cairn
- DuckDuckGo
- E. Universalis
- Gallica
- Google
- G. Books
- G. News
- G. Scholar
- Persée
- Qwant
- (zh) Baidu
- (ru) Yandex
- (wd) trouver des œuvres sur Wikidata

Michel Asen ou Michel (III) Asên (né vers 1270-1354), tsar associé de Bulgarie de 1275 à 1278 et prétendant au trône en 1298-1300.
Michel Asen était le fils de Konstantin Ier Tikh Asen et de Marie Paléologue Cantacuzène une nièce de l'empereur Michel VIII Paléologue.
Il est associé au trône par son père en 1275 qui avait confié « de facto » le gouvernement à sa mère à la suite d'une chute de cheval. En 1277 après la mort de son père, la reine Marie associe son sort à celui du prétendant Ivaïlo, tsar de Bulgarie, afin de préserver les droits de son fils au trône. Capturé avec la reine, Michel Asen, encore enfant, est envoyé à Constantinople où il réside en exil pendant vingt ans.
La désagrégation de l'État bulgare après le règne de Smilets donne une occasion au gouvernement de l'empereur Andronic II Paléologue d'intervenir de nouveau en Bulgarie.
En 1300 Michel Asen à la tête d'un petit contingent byzantin et de quelques partisans marche sur Tarnovo. Ne trouvant aucun appui dans le pays il est obligé de se retirer et il disparaît de l’histoire. Il épouse Marie à Andrinople, la fille de Andronic III Paléologue en 1336. Il meurt en 1354.